# Haapajärvi (sjö i Tervola, Lappland)
Haapajärvi är en sjö i kommunen Tervola i landskapet Lappland i Finland. Arean är 38 hektar och strandlinjen är 2,37 kilometer lång. Sjön  ingår i Kaakamojokis huvudavrinningsområde.   Den ligger omkring 70 kilometer sydväst om Rovaniemi och omkring 650 kilometer norr om Helsingfors. 